# Lista över fornlämningar i Uppsala kommun (Viksta)
Lista över fornlämningar i Uppsala kommun (Viksta) är en förteckning av ett urval av de fornlämningar som finns i Viksta i Uppsala kommun.
| Namn                                     | Lämningstyp                 | Tillkomsttid | Historisk indelning | Plats | Läge                 | ID-nr          | Bild                                      |
| ---------------------------------------- | --------------------------- | ------------ | ------------------- | ----- | -------------------- | -------------- | ----------------------------------------- |
| Viksta 2:1                               | Hällristning                |              | Viksta, Uppland     |       | 60.080452, 17.632400 | 10029000020001 | Ladda upp en bild av detta fornminne      |
| Viksta 3:2                               | Hällristning                |              | Viksta, Uppland     |       | 60.080609, 17.631706 | 10029000030002 | Ladda upp en bild av detta fornminne      |
| Viksta 3:3                               | Hällristning                |              | Viksta, Uppland     |       | 60.080609, 17.631706 | 10029000030003 | Ladda upp en bild av detta fornminne      |
| Viksta 6:1                               | Stenkrets                   |              | Viksta, Uppland     |       | 60.102673, 17.627285 | 10029000060001 | Ladda upp en bild av detta fornminne      |
| Viksta 7:1                               | Stensättning                |              | Viksta, Uppland     |       | 60.106275, 17.621399 | 10029000070001 | Ladda upp en bild av detta fornminne      |
| Viksta 8:1                               | Hällristning                |              | Viksta, Uppland     |       | 60.076619, 17.633017 | 10029000080001 | Ladda upp en bild av detta fornminne      |
| Viksta 8:2                               | Hällristning                |              | Viksta, Uppland     |       | 60.076407, 17.632800 | 10029000080002 | Ladda upp en bild av detta fornminne      |
| Viksta 9:1                               | Hällristning                |              | Viksta, Uppland     |       | 60.075774, 17.633337 | 10029000090001 | Ladda upp en bild av detta fornminne      |
| Viksta 12:1                              | Hällristning                |              | Viksta, Uppland     |       | 60.074743, 17.634863 | 10029000120001 | Ladda upp en bild av detta fornminne      |
| Viksta 13:1                              | Hällristning                |              | Viksta, Uppland     |       | 60.072769, 17.632879 | 10029000130001 | Ladda upp en bild av detta fornminne      |
| Viksta 17:1                              | Röse                        |              | Viksta, Uppland     |       | 60.110119, 17.620569 | 10029000170001 | Ladda upp en bild av detta fornminne      |
| Viksta 17:2                              | Stensättning                |              | Viksta, Uppland     |       | 60.110002, 17.620598 | 10029000170002 | Ladda upp en bild av detta fornminne      |
| Viksta 19:1                              | Stensättning                |              | Viksta, Uppland     |       | 60.109087, 17.624791 | 10029000190001 | Ladda upp en bild av detta fornminne      |
| Viksta 26:1                              | Hällristning                |              | Viksta, Uppland     |       | 60.079609, 17.632788 | 10029000260001 | Ladda upp en bild av detta fornminne      |
| Viksta 27:1                              | Hällristning                |              | Viksta, Uppland     |       | 60.082025, 17.632859 | 10029000270001 | Ladda upp en bild av detta fornminne      |
| Viksta 35:1                              | Gravfält                    |              | Viksta, Uppland     |       | 60.103957, 17.639784 | 10029000350001 | Ladda upp en bild av detta fornminne      |
| Viksta 37:1                              | Gravfält                    |              | Viksta, Uppland     |       | 60.106124, 17.640421 | 10029000370001 | Ladda upp en bild av detta fornminne      |
| Viksta 38:1                              | Stensättning                |              | Viksta, Uppland     |       | 60.094075, 17.620934 | 10029000380001 | Ladda upp en bild av detta fornminne      |
| Viksta 43:1                              | Gravfält                    |              | Viksta, Uppland     |       | 60.104661, 17.640848 | 10029000430001 | Ladda upp en bild av detta fornminne      |
| Viksta 45:1                              | Gravfält                    |              | Viksta, Uppland     |       | 60.105287, 17.641508 | 10029000450001 | Ladda upp en bild av detta fornminne      |
| Viksta 46:1                              | Stensättning                |              | Viksta, Uppland     |       | 60.105467, 17.643346 | 10029000460001 | Ladda upp en bild av detta fornminne      |
| Viksta 47:1                              | Stensättning                |              | Viksta, Uppland     |       | 60.103722, 17.644290 | 10029000470001 | Ladda upp en bild av detta fornminne      |
| Viksta 47:2                              | Stensättning                |              | Viksta, Uppland     |       | 60.103298, 17.644254 | 10029000470002 | Ladda upp en bild av detta fornminne      |
| Viksta 47:3                              | Stensättning                |              | Viksta, Uppland     |       | 60.103094, 17.644318 | 10029000470003 | Ladda upp en bild av detta fornminne      |
| Viksta 47:4                              | Stensättning                |              | Viksta, Uppland     |       | 60.103042, 17.644455 | 10029000470004 | Ladda upp en bild av detta fornminne      |
| U 1061 (Viksta 52:1)                     | Runristning                 |              | Viksta, Uppland     |       | 60.077155, 17.639538 | 10029000520001 | Ladda upp en till bild av detta fornminne |
| Viksta 53:1                              | Gravfält                    |              | Viksta, Uppland     |       | 60.076097, 17.663800 | 10029000530001 | Ladda upp en bild av detta fornminne      |
| Viksta 54:1                              | Stensättning                |              | Viksta, Uppland     |       | 60.072467, 17.668073 | 10029000540001 | Ladda upp en bild av detta fornminne      |
| Viksta 56:1                              | Stensättning                |              | Viksta, Uppland     |       | 60.081502, 17.631514 | 10029000560001 | Ladda upp en bild av detta fornminne      |
| Viksta 56:2                              | Stensättning                |              | Viksta, Uppland     |       | 60.081410, 17.631429 | 10029000560002 | Ladda upp en bild av detta fornminne      |
| Viksta 58:2                              | Stensättning                |              | Viksta, Uppland     |       | 60.073302, 17.664921 | 10029000580002 | Ladda upp en bild av detta fornminne      |
| Viksta 61:1                              | Gravfält                    |              | Viksta, Uppland     |       | 60.070833, 17.667727 | 10029000610001 | Ladda upp en bild av detta fornminne      |
| Viksta 63:1                              | Hällristning                |              | Viksta, Uppland     |       | 60.070015, 17.626727 | 10029000630001 | Ladda upp en bild av detta fornminne      |
| Viksta 63:2                              | Hällristning                |              | Viksta, Uppland     |       | 60.069959, 17.626548 | 10029000630002 | Ladda upp en bild av detta fornminne      |
| Viksta 63:3                              | Hällristning                |              | Viksta, Uppland     |       | 60.070077, 17.626810 | 10029000630003 | Ladda upp en bild av detta fornminne      |
| Tallbacken (Viksta 69:1)                 | Stensättning                |              | Viksta, Uppland     |       | 60.070186, 17.673092 | 10029000690001 | Ladda upp en bild av detta fornminne      |
| Viksta 72:2                              | Stensättning                |              | Viksta, Uppland     |       | 60.068963, 17.677553 | 10029000720002 | Ladda upp en bild av detta fornminne      |
| Viksta 74:1                              | Stensättning                |              | Viksta, Uppland     |       | 60.068623, 17.670068 | 10029000740001 | Ladda upp en bild av detta fornminne      |
| Viksta 74:2                              | Stensättning                |              | Viksta, Uppland     |       | 60.068495, 17.670053 | 10029000740002 | Ladda upp en bild av detta fornminne      |
| Viksta 74:3                              | Stensättning                |              | Viksta, Uppland     |       | 60.068264, 17.670039 | 10029000740003 | Ladda upp en bild av detta fornminne      |
| Viksta 76:1                              | Hällristning                |              | Viksta, Uppland     |       | 60.076660, 17.640504 | 10029000760001 | Ladda upp en bild av detta fornminne      |
| Viksta 77:1                              | Stensättning                |              | Viksta, Uppland     |       | 60.074327, 17.659886 | 10029000770001 | Ladda upp en bild av detta fornminne      |
| Viksta 79:1                              | Gravfält                    |              | Viksta, Uppland     |       | 60.071389, 17.657470 | 10029000790001 | Ladda upp en bild av detta fornminne      |
| Viksta 82:1                              | Stensättning                |              | Viksta, Uppland     |       | 60.073623, 17.678521 | 10029000820001 | Ladda upp en bild av detta fornminne      |
| Viksta 84:1                              | Stensättning                |              | Viksta, Uppland     |       | 60.070174, 17.680133 | 10029000840001 | Ladda upp en bild av detta fornminne      |
| Viksta 85:1                              | Röse                        |              | Viksta, Uppland     |       | 60.073164, 17.669365 | 10029000850001 | Ladda upp en bild av detta fornminne      |
| Viksta 85:2                              | Stensättning                |              | Viksta, Uppland     |       | 60.073051, 17.669513 | 10029000850002 | Ladda upp en bild av detta fornminne      |
| Viksta 85:3                              | Röse                        |              | Viksta, Uppland     |       | 60.073565, 17.669659 | 10029000850003 | Ladda upp en bild av detta fornminne      |
| Viksta 92:1                              | Stensättning                |              | Viksta, Uppland     |       | 60.076163, 17.665210 | 10029000920001 | Ladda upp en bild av detta fornminne      |
| Viksta 92:2                              | Stensättning                |              | Viksta, Uppland     |       | 60.076305, 17.664966 | 10029000920002 | Ladda upp en bild av detta fornminne      |
| Viksta 92:3                              | Stensättning                |              | Viksta, Uppland     |       | 60.076100, 17.665024 | 10029000920003 | Ladda upp en bild av detta fornminne      |
| Viksta 93:1                              | Stensättning                |              | Viksta, Uppland     |       | 60.076602, 17.667033 | 10029000930001 | Ladda upp en bild av detta fornminne      |
| Viksta 93:2                              | Stensättning                |              | Viksta, Uppland     |       | 60.076646, 17.666867 | 10029000930002 | Ladda upp en bild av detta fornminne      |
| Viksta 93:3                              | Stensättning                |              | Viksta, Uppland     |       | 60.076532, 17.666914 | 10029000930003 | Ladda upp en bild av detta fornminne      |
| Viksta 95:1                              | Stensättning                |              | Viksta, Uppland     |       | 60.077690, 17.662613 | 10029000950001 | Ladda upp en bild av detta fornminne      |
| Viksta 96:1                              | Stensättning                |              | Viksta, Uppland     |       | 60.078450, 17.660360 | 10029000960001 | Ladda upp en bild av detta fornminne      |
| Viksta 96:2                              | Stensättning                |              | Viksta, Uppland     |       | 60.078665, 17.660506 | 10029000960002 | Ladda upp en bild av detta fornminne      |
| Viksta 96:3                              | Stensättning                |              | Viksta, Uppland     |       | 60.078445, 17.660967 | 10029000960003 | Ladda upp en bild av detta fornminne      |
| Viksta 97:1                              | Hög                         |              | Viksta, Uppland     |       | 60.079675, 17.657420 | 10029000970001 | Ladda upp en bild av detta fornminne      |
| Viksta 98:1                              | Stensättning                |              | Viksta, Uppland     |       | 60.079756, 17.660086 | 10029000980001 | Ladda upp en bild av detta fornminne      |
| Viksta 100:1                             | Gravfält                    |              | Viksta, Uppland     |       | 60.077296, 17.668632 | 10029001000001 | Ladda upp en bild av detta fornminne      |
| Viksta 102:1                             | Gravfält                    |              | Viksta, Uppland     |       | 60.077087, 17.672016 | 10029001020001 | Ladda upp en bild av detta fornminne      |
| Viksta 103:1                             | Stensättning                |              | Viksta, Uppland     |       | 60.084196, 17.667171 | 10029001030001 | Ladda upp en bild av detta fornminne      |
| Viksta 104:1                             | Hög                         |              | Viksta, Uppland     |       | 60.072607, 17.627860 | 10029001040001 | Ladda upp en bild av detta fornminne      |
| U 1065 (Viksta 108:1)                    | Runristning                 |              | Viksta, Uppland     |       | 60.073126, 17.622582 | 10029001080001 | Ladda upp en till bild av detta fornminne |
| Viksta 109:1                             | Hög                         |              | Viksta, Uppland     |       | 60.073799, 17.623175 | 10029001090001 | Ladda upp en bild av detta fornminne      |
| Viksta 109:2                             | Stensättning                |              | Viksta, Uppland     |       | 60.073719, 17.623340 | 10029001090002 | Ladda upp en bild av detta fornminne      |
| Viksta 110:1                             | Gravfält                    |              | Viksta, Uppland     |       | 60.074110, 17.622756 | 10029001100001 | Ladda upp en bild av detta fornminne      |
| Viksta 111:1                             | Gravfält                    |              | Viksta, Uppland     |       | 60.074747, 17.622240 | 10029001110001 | Ladda upp en bild av detta fornminne      |
| Viksta 114:1                             | Hällristning                |              | Viksta, Uppland     |       | 60.076084, 17.626905 | 10029001140001 | Ladda upp en bild av detta fornminne      |
| Viksta 116:1                             | Hög                         |              | Viksta, Uppland     |       | 60.078444, 17.625471 | 10029001160001 | Ladda upp en bild av detta fornminne      |
| Viksta 118:1                             | Hällristning                |              | Viksta, Uppland     |       | 60.072975, 17.625290 | 10029001180001 | Ladda upp en bild av detta fornminne      |
| Viksta 120:1                             | Stensättning                |              | Viksta, Uppland     |       | 60.096644, 17.669446 | 10029001200001 | Ladda upp en bild av detta fornminne      |
| Viksta 121:1                             | Hällristning                |              | Viksta, Uppland     |       | 60.077850, 17.638685 | 10029001210001 | Ladda upp en bild av detta fornminne      |
| Viksta 121:2                             | Hällristning                |              | Viksta, Uppland     |       | 60.077850, 17.638926 | 10029001210002 | Ladda upp en bild av detta fornminne      |
| Viksta 121:3                             | Hällristning                |              | Viksta, Uppland     |       | 60.078041, 17.638959 | 10029001210003 | Ladda upp en bild av detta fornminne      |
| Viksta 121:4                             | Hällristning                |              | Viksta, Uppland     |       | 60.077871, 17.638805 | 10029001210004 | Ladda upp en bild av detta fornminne      |
| Viksta 124:1                             | Hällristning                |              | Viksta, Uppland     |       | 60.073182, 17.623306 | 10029001240001 | Ladda upp en bild av detta fornminne      |
| Viksta 124:2                             | Hällristning                |              | Viksta, Uppland     |       | 60.073182, 17.623306 | 10029001240002 | Ladda upp en bild av detta fornminne      |
| Viksta 124:3                             | Hällristning                |              | Viksta, Uppland     |       | 60.073182, 17.623306 | 10029001240003 | Ladda upp en bild av detta fornminne      |
| Viksta 124:4                             | Hällristning                |              | Viksta, Uppland     |       | 60.073182, 17.623306 | 10029001240004 | Ladda upp en bild av detta fornminne      |
| Viksta 125:1                             | Gravfält                    |              | Viksta, Uppland     |       | 60.069652, 17.644883 | 10029001250001 | Ladda upp en bild av detta fornminne      |
| Viksta 129:1                             | Stensättning                |              | Viksta, Uppland     |       | 60.080200, 17.677935 | 10029001290001 | Ladda upp en bild av detta fornminne      |
| Viksta 136:1                             | Stensättning                |              | Viksta, Uppland     |       | 60.077701, 17.610673 | 10029001360001 | Ladda upp en bild av detta fornminne      |
| Viksta 137:1                             | Stensättning                |              | Viksta, Uppland     |       | 60.078565, 17.607692 | 10029001370001 | Ladda upp en bild av detta fornminne      |
| Viksta 138:1                             | Stensättning                |              | Viksta, Uppland     |       | 60.078759, 17.604705 | 10029001380001 | Ladda upp en bild av detta fornminne      |
| Viksta 139:1                             | Stensättning                |              | Viksta, Uppland     |       | 60.077826, 17.604243 | 10029001390001 | Ladda upp en bild av detta fornminne      |
| Viksta 139:2                             | Stensättning                |              | Viksta, Uppland     |       | 60.077456, 17.604768 | 10029001390002 | Ladda upp en bild av detta fornminne      |
| Viksta 140:1                             | Gravfält                    |              | Viksta, Uppland     |       | 60.074493, 17.620352 | 10029001400001 | Ladda upp en bild av detta fornminne      |
| Viksta 141:1                             | Stensättning                |              | Viksta, Uppland     |       | 60.073242, 17.605149 | 10029001410001 | Ladda upp en bild av detta fornminne      |
| Viksta 141:2                             | Stensättning                |              | Viksta, Uppland     |       | 60.073304, 17.605393 | 10029001410002 | Ladda upp en bild av detta fornminne      |
| Viksta 142:1                             | Gravfält                    |              | Viksta, Uppland     |       | 60.079413, 17.645422 | 10029001420001 | Ladda upp en bild av detta fornminne      |
| Viksta 144:1                             | Hällristning                |              | Viksta, Uppland     |       | 60.083459, 17.635681 | 10029001440001 | Ladda upp en bild av detta fornminne      |
| Lötkullen (Viksta 146:1)                 | Gravfält                    |              | Viksta, Uppland     |       | 60.069909, 17.643232 | 10029001460001 | Ladda upp en bild av detta fornminne      |
| Lötkullen (Viksta 146:2)                 | Stensättning                |              | Viksta, Uppland     |       | 60.069661, 17.642821 | 10029001460002 | Ladda upp en bild av detta fornminne      |
| Viksta 149:1                             | Gravfält                    |              | Viksta, Uppland     |       | 60.083689, 17.630109 | 10029001490001 | Ladda upp en bild av detta fornminne      |
| Viksta 151:1                             | Stensättning                |              | Viksta, Uppland     |       | 60.082657, 17.624103 | 10029001510001 | Ladda upp en bild av detta fornminne      |
| Viksta 151:2                             | Stensättning                |              | Viksta, Uppland     |       | 60.082731, 17.624460 | 10029001510002 | Ladda upp en bild av detta fornminne      |
| Viksta 152:1                             | Stensättning                |              | Viksta, Uppland     |       | 60.082951, 17.618970 | 10029001520001 | Ladda upp en bild av detta fornminne      |
| Viksta 153:1                             | Stensättning                |              | Viksta, Uppland     |       | 60.076932, 17.601359 | 10029001530001 | Ladda upp en bild av detta fornminne      |
| Viksta 153:2                             | Stensättning                |              | Viksta, Uppland     |       | 60.076748, 17.601834 | 10029001530002 | Ladda upp en bild av detta fornminne      |
| Viksta 157:1                             | Hällristning                |              | Viksta, Uppland     |       | 60.081449, 17.633831 | 10029001570001 | Ladda upp en bild av detta fornminne      |
| Viksta 158:1                             | Hällristning                |              | Viksta, Uppland     |       | 60.072997, 17.624379 | 10029001580001 | Ladda upp en bild av detta fornminne      |
| Viksta 159:1                             | Stensättning                |              | Viksta, Uppland     |       | 60.074864, 17.650617 | 10029001590001 | Ladda upp en bild av detta fornminne      |
| Viksta 166:1                             | Stensättning                |              | Viksta, Uppland     |       | 60.072497, 17.647912 | 10029001660001 | Ladda upp en bild av detta fornminne      |
| Viksta 167:1                             | Grav markerad av sten/block |              | Viksta, Uppland     |       | 60.072389, 17.649518 | 10029001670001 | Ladda upp en bild av detta fornminne      |
| Viksta 167:2                             | Grav markerad av sten/block |              | Viksta, Uppland     |       | 60.072426, 17.649463 | 10029001670002 | Ladda upp en bild av detta fornminne      |
| Viksta 167:3                             | Stensättning                |              | Viksta, Uppland     |       | 60.072557, 17.648939 | 10029001670003 | Ladda upp en bild av detta fornminne      |
| Viksta 167:4                             | Stensättning                |              | Viksta, Uppland     |       | 60.072660, 17.648892 | 10029001670004 | Ladda upp en bild av detta fornminne      |
| Viksta 168:1                             | Stensättning                |              | Viksta, Uppland     |       | 60.077794, 17.661499 | 10029001680001 | Ladda upp en bild av detta fornminne      |
| Viksta 168:2                             | Stensättning                |              | Viksta, Uppland     |       | 60.077919, 17.661456 | 10029001680002 | Ladda upp en bild av detta fornminne      |
| Viksta 172:1                             | Grav- och boplatsområde     |              | Viksta, Uppland     |       | 60.077449, 17.677733 | 10029001720001 | Ladda upp en bild av detta fornminne      |
| Raggboda (urspr bebplats) (Viksta 178:1) | Lägenhetsbebyggelse         |              | Viksta, Uppland     |       | 60.104182, 17.687431 | 10029001780001 | Ladda upp en bild av detta fornminne      |
| Horren (Viksta 180:1)                    | Lägenhetsbebyggelse         |              | Viksta, Uppland     |       | 60.103634, 17.675127 | 10029001800001 | Ladda upp en bild av detta fornminne      |
| Noaks Ark (el Skeppet) (Viksta 302:1)    | Stensättning                |              | Viksta, Uppland     |       | 60.134353, 17.511741 | 10029003020001 | Ladda upp en bild av detta fornminne      |
| U 1062 (Viksta 303:1)                    | Runristning                 |              | Viksta, Uppland     |       | 60.112458, 17.526989 | 10029003030001 | Ladda upp en till bild av detta fornminne |
| Viksta 313:1                             | Stenkrets                   |              | Viksta, Uppland     |       | 60.139407, 17.509159 | 10029003130001 | Ladda upp en bild av detta fornminne      |
| Viksta 314:1                             | Stenkrets                   |              | Viksta, Uppland     |       | 60.137921, 17.510082 | 10029003140001 | Ladda upp en bild av detta fornminne      |
| Viksta 314:2                             | Stensättning                |              | Viksta, Uppland     |       | 60.137971, 17.510247 | 10029003140002 | Ladda upp en bild av detta fornminne      |
| Viksta 314:3                             | Stensättning                |              | Viksta, Uppland     |       | 60.138072, 17.510172 | 10029003140003 | Ladda upp en bild av detta fornminne      |
| U 1063 (Viksta 315:1)                    | Runristning                 |              | Viksta, Uppland     |       | 60.155348, 17.491952 | 10029003150001 | Ladda upp en till bild av detta fornminne |
| Viksta 332                               | Hällristning                |              | Viksta, Uppland     |       | 60.073061, 17.603122 | 12000000003865 | Ladda upp en bild av detta fornminne      |
| Viksta 333                               | Hällristning                |              | Viksta, Uppland     |       | 60.073273, 17.604032 | 12000000003867 | Ladda upp en bild av detta fornminne      |
| Viksta 334                               | Hällristning                |              | Viksta, Uppland     |       | 60.073127, 17.602874 | 12000000003869 | Ladda upp en bild av detta fornminne      |
| Viksta 335                               | Hällristning                |              | Viksta, Uppland     |       | 60.073854, 17.602249 | 12000000003871 | Ladda upp en bild av detta fornminne      |
| Viksta 336                               | Hällristning                |              | Viksta, Uppland     |       | 60.070980, 17.602482 | 12000000003873 | Ladda upp en bild av detta fornminne      |
| Viksta 337                               | Hällristning                |              | Viksta, Uppland     |       | 60.073361, 17.611124 | 12000000003875 | Ladda upp en bild av detta fornminne      |
| Viksta 338                               | Hällristning                |              | Viksta, Uppland     |       | 60.073450, 17.606176 | 12000000003882 | Ladda upp en bild av detta fornminne      |
| Viksta 339                               | Hällristning                |              | Viksta, Uppland     |       | 60.074271, 17.606548 | 12000000003887 | Ladda upp en bild av detta fornminne      |
| Viksta 340                               | Hällristning                |              | Viksta, Uppland     |       | 60.074773, 17.605264 | 12000000003889 | Ladda upp en bild av detta fornminne      |
| Viksta 341                               | Hällristning                |              | Viksta, Uppland     |       | 60.079470, 17.601715 | 12000000003906 | Ladda upp en bild av detta fornminne      |
| Viksta 342                               | Hällristning                |              | Viksta, Uppland     |       | 60.079707, 17.600315 | 12000000003908 | Ladda upp en bild av detta fornminne      |
| Viksta 343                               | Hällristning                |              | Viksta, Uppland     |       | 60.083527, 17.594784 | 12000000003910 | Ladda upp en bild av detta fornminne      |
| Viksta 344                               | Hällristning                |              | Viksta, Uppland     |       | 60.082364, 17.598079 | 12000000003912 | Ladda upp en bild av detta fornminne      |
| Viksta 346                               | Stensättning                |              | Viksta, Uppland     |       | 60.070172, 17.597020 | 12000000007652 | Ladda upp en bild av detta fornminne      |
| Viksta 347                               | Stensättning                |              | Viksta, Uppland     |       | 60.070167, 17.597127 | 12000000007653 | Ladda upp en bild av detta fornminne      |
| Viksta 349                               | Hällristning                |              | Viksta, Uppland     |       | 60.069636, 17.599145 | 12000000012510 | Ladda upp en bild av detta fornminne      |
| Viksta 350                               | Hällristning                |              | Viksta, Uppland     |       | 60.069835, 17.599122 | 12000000012521 | Ladda upp en bild av detta fornminne      |
| Viksta 351                               | Hällristning                |              | Viksta, Uppland     |       | 60.069869, 17.599661 | 12000000012549 | Ladda upp en bild av detta fornminne      |
| Viksta 352                               | Hällristning                |              | Viksta, Uppland     |       | 60.070708, 17.599425 | 12000000012559 | Ladda upp en bild av detta fornminne      |
| Viksta 353                               | Hällristning                |              | Viksta, Uppland     |       | 60.070392, 17.598965 | 12000000012563 | Ladda upp en bild av detta fornminne      |
| Viksta 354                               | Hällristning                |              | Viksta, Uppland     |       | 60.070241, 17.598192 | 12000000012565 | Ladda upp en bild av detta fornminne      |
| Viksta 355                               | Hällristning                |              | Viksta, Uppland     |       | 60.069564, 17.597732 | 12000000012568 | Ladda upp en bild av detta fornminne      |
| Viksta 356                               | Hällristning                |              | Viksta, Uppland     |       | 60.069011, 17.597662 | 12000000012583 | Ladda upp en bild av detta fornminne      |
| Viksta 357                               | Hällristning                |              | Viksta, Uppland     |       | 60.072525, 17.598939 | 12000000012588 | Ladda upp en bild av detta fornminne      |
| Viksta 358                               | Hällristning                |              | Viksta, Uppland     |       | 60.075474, 17.598296 | 12000000012590 | Ladda upp en bild av detta fornminne      |
| Vendel 161:1                             | Röse                        |              | Viksta, Uppland     |       | 60.134215, 17.513791 | 10028901610001 | Ladda upp en bild av detta fornminne      |